# Forze per operazioni speciali (Ucraina)
Le Forze per operazioni speciali (in ucraino Сили спеціальних операцій?, Syly special'nych operacij, acronimo SSO) sono le forze speciali dell'Ucraina e una delle cinque componenti delle Forze armate ucraine, con sede a Kiev. Svolgono un insieme di compiti relativi alle forze speciali come azione dirette, ricognizioni speciali, intelligence, sabotaggio e guerra psicologica.

## Storia
L'origine dell'Arma risale al 2007, quando il primo Ufficio per le operazioni speciali venne creato a partire dalle unità militari del Direttorato Centrale dell'Intelligence dell'Ucraina, che era inizialmente composto dagli spetsnaz del GRU di stanza nella RSS Ucraina. In seguito all'annessione della Crimea da parte dei russi, accelerò il processo di formazione di un ramo autonomo delle forze armate dedicato a unità di forze speciali.
Le Forze per operazioni speciali nacquero ufficialmente il 5 gennaio 2016, nell'ambito delle riforme che interessarono le forze armate ucraine nella loro interezza. Come motto venne adottato il grido di battaglia di Svjatoslav il Coraggioso, citato in realtà da Velimir Chlebnikov in un poema del 1913, ossia "Sto venendo per te!" (in ucraino "Іду на ви!"). Nel giugno del 2019 il 140º Centro operazioni speciali venne certificato come unità di forze speciali capace di essere coinvolta nella NATO Response Force, la prima proveniente da uno stato non membro della NATO.
Fra marzo e giugno 2024 le Forze per operazioni speciali hanno costituito il Corpo dei Ranger, composto da 4 reggimenti formati secondo lo standard NATO ed equipaggiati con armi occidentali. Nel gennaio 2025 il 111º Nodo informazioni e telecomunicazioni è stato espanso al rango di reggimento.

## Struttura
Comando delle Forze per operazioni speciali (unità militare A0987)
- Unità di supporto al combattimento
  -  111º Reggimento comunicazioni (unità militare A4423)
  -  99º Battaglione comando e controllo (Brovary, unità militare A3628)
  -  77º Centro tutela segreti di stato (unità militare A4327)
  -  142º Centro formazione e addestramento (Berdyčiv, unità militare A2772)
  -  Centro reclutamento forze speciali (Kiev)
  -  Centro informazioni e intelligence
- Unità per operazioni terrestri
  -  Centro operazioni speciali "Est-Principe Svjatoslav il Coraggioso" (Kropyvnyc'kyj, unità militare A0680)
  -  Centro operazioni speciali "Ovest-Principe Izjaslav Mstislavič" (Chmel'nyc'kyj, unità militare A0553)
  -  140º Centro operazioni speciali (Chmel'nyc'kyj, unità militare A0661)
  -  144º Centro supporto di fuoco (unità militare A4788)
  - 12º Distaccamento operazioni speciali (unità militare A4103)
  -  47º Distaccamento operazioni speciali (unità militare A2620)
  -  Gruppo tattico "Kruk" (unità militare A6175)
  -  Corpo dei Ranger (Kiev)
    -  4º Reggimento "Ranger" (Kropyvnyc'kyj, unità militare A5011)
    -  5º Reggimento "Ranger" (Kiev)
    -  6º Reggimento "Ranger" (Chmel'nyc'kyj, unità militare A5018)
    -  7º Reggimento "Ranger"

  -  Comando forze speciali "Ruch Oporu"
    -  Ruch Oporu Nord
    -  Ruch Oporu Est
    -  Ruch Oporu Sud
    -  Ruch Oporu Ovest
    -  Centro resistenza nazionale
      -  Resistenza nazionale Charkiv
      -  Resistenza nazionale Chmel'nyc'kyj
      -  Resistenza nazionale Kiev
      -  Resistenza nazionale Oleksandrija
      -  Resistenza nazionale Transcarpazia

  -  Centro per obiettivi speciali "Est" (unità militare A4790)
  -  7º Centro operazioni speciali "Corpo Volontario Ucraino"
  -  Gruppo tattico "Irpin" (Irpin')
- Unità per operazioni marittime
  -  Centro operazioni speciali "Sud-Atamano Antin Holovatyj" (Očakiv, unità militare A3199)
- Unità per operazioni aeree
  -  35º Gruppo di volo misto (Vinnycja)
- Unità per guerra d'informazione e guerra psicologica
  -  16º Centro informazioni e guerra psicologica (Huiva, unità militare A1182)
  -  72º Centro informazioni e guerra psicologica (Brovary, unità militare A4398)
  -  74º Centro informazioni e guerra psicologica (Leopoli, unità militare A1277)
  -  83º Centro informazioni e guerra psicologica (Odessa, unità militare A2455)
  -  Centro informazioni e guerra psicologica "Est" (unità militare A4059)